# Stavbofjärden

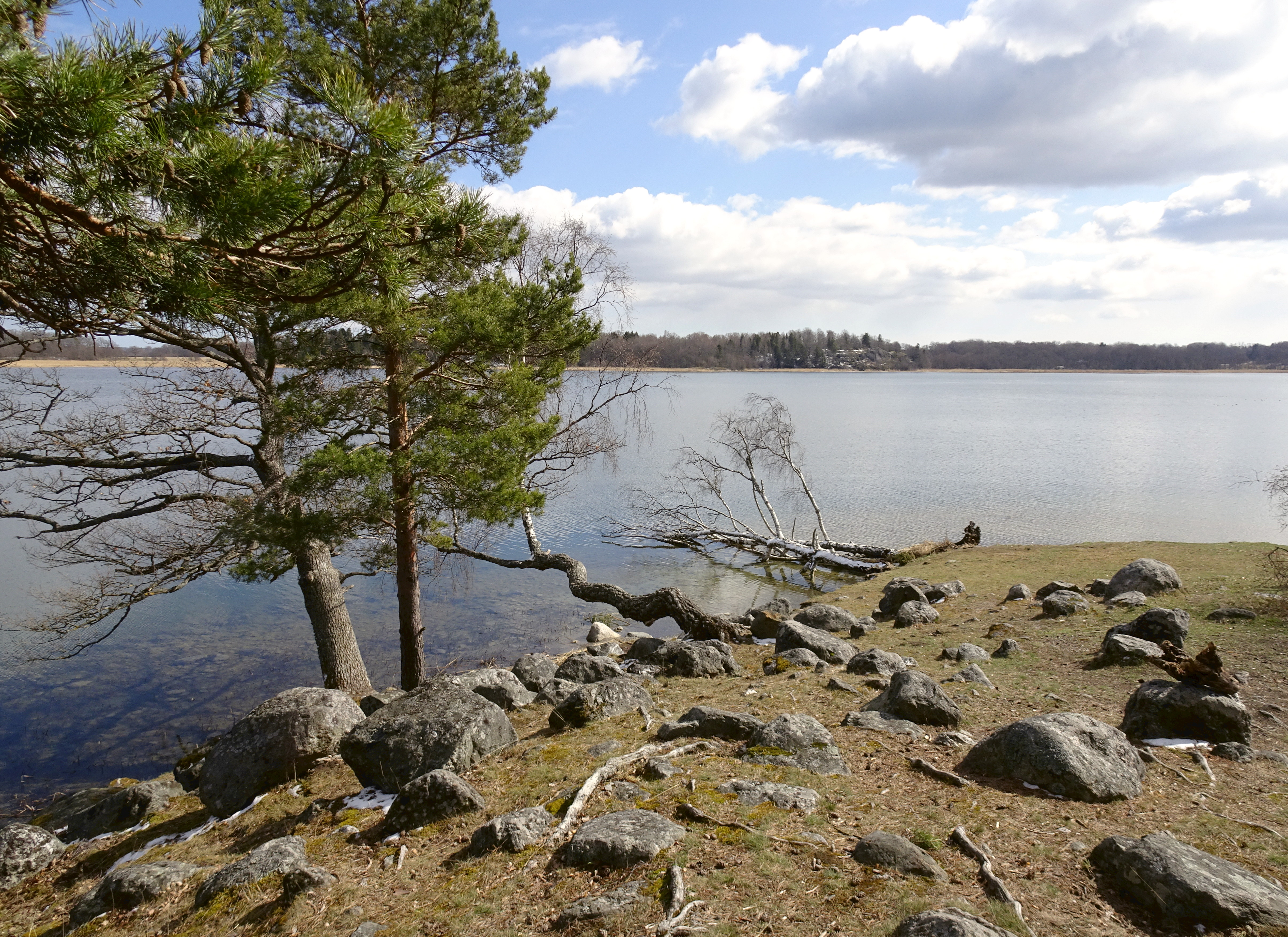
Stavbofjärden från Yttereneby naturreservat med Ledarön i bakgrunden.

Stavbofjärden är en fjärd av Östersjön i Södertälje kommun, Stockholms län. Fjärden omfattar en area om nio kvadratkilometer och tillhör Södertäljes södra fjärdsystem. Vattendjupet är som mest omkring 12 meter.

## Beskrivning
Stavbofjärden sträcker sig cirka tio kilometer i nord-sydlig riktning mellan fastlandet och Mörkös norra del. Längst i norr ligger Ulvsundet och längst söder Pålsundet. Ett äldre namn för fjärdens södra del var Mörkö fjord som omnämns första gången på 1200-talet. Passagen via Stavbofjärden var en alternativ segelled mellan Östersjön och Södertälje och hade därför strategisk betydelse. Idag går fartygstrafiken via Södertäljeleden.
Största öarna heter Ledarön och Dåderö skär. Vid Ulvsundet och Pålsundet gick tidigare färjor mellan Mörkö och fastlandet. Över Pålsundet fanns på 1600-talet även en militär flottbro. Idag är Pålsundsbron från 1972, belägen intill den tidigare försvarsanläggningen Hölö skans, den enda fasta vägförbindelsen över Stavbofjärden.
Stavbofjärdens vatten är starkt förorenad beroende främst på läckage av kväve och fosfor från jordbruk och enskilda avlopp. I fjärdens 88 kvadratkilometer stora avrinningsområde finns 52 lantbruk och 262 enskilda avlopp. År 2009 startade Länsstyrelsen i Stockholms län, Södertälje kommun och Lantbrukarnas Riksförbund ett projekt med syfte att förbättra situationen.

## Bilder

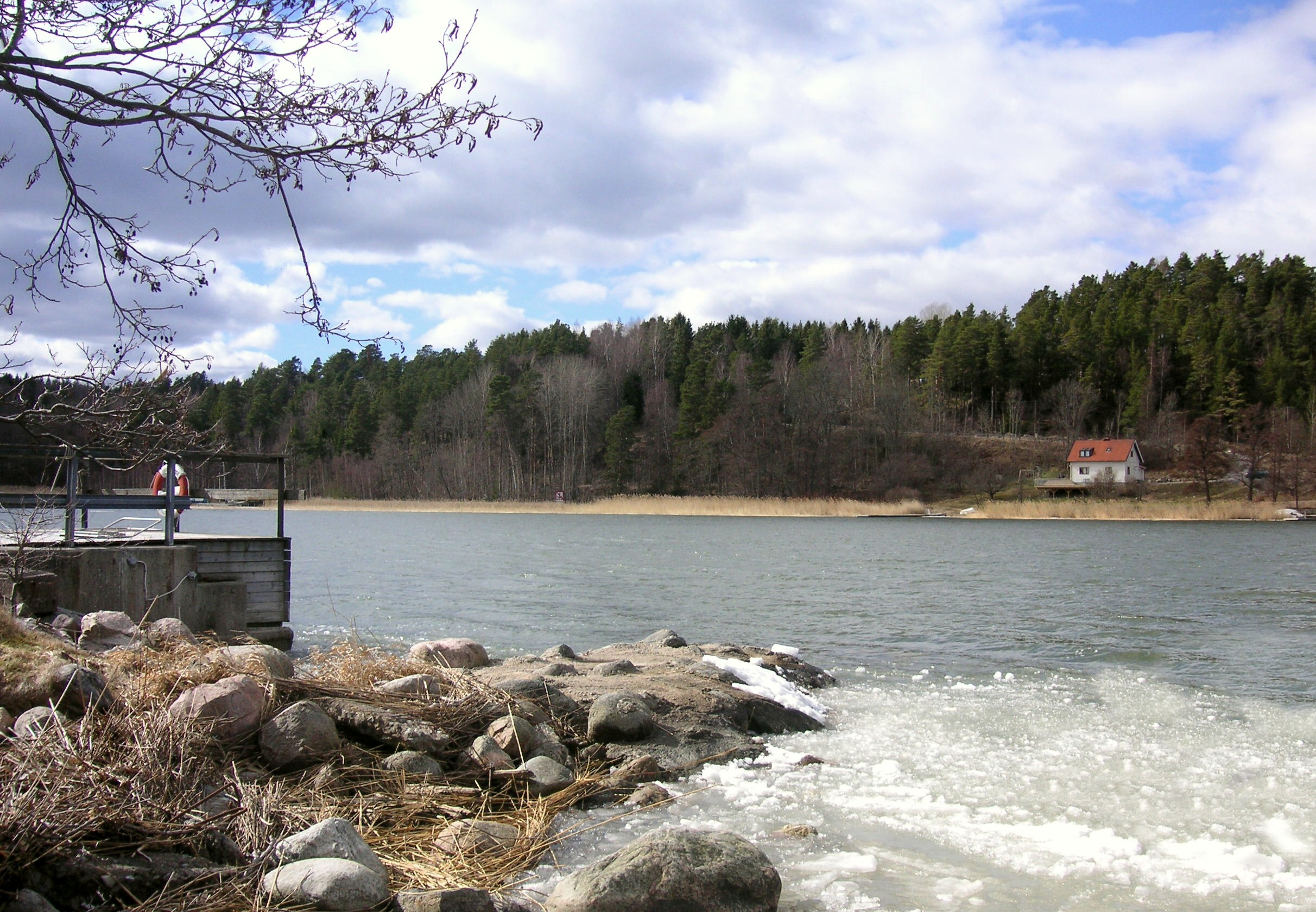
Ulvsundet är Stavbofjärdens norra slut.
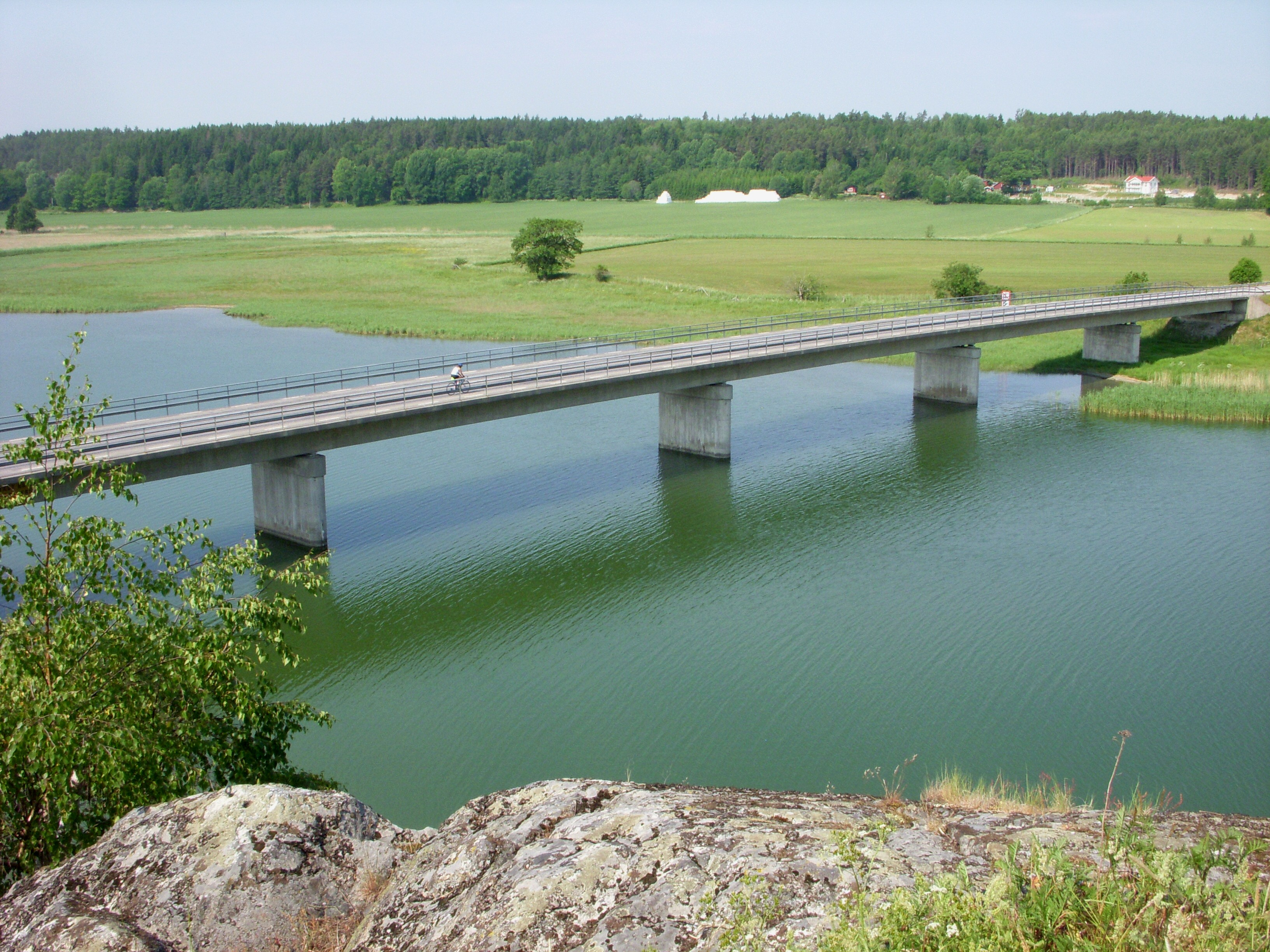
Pålsundsbron och länsväg AB 569.
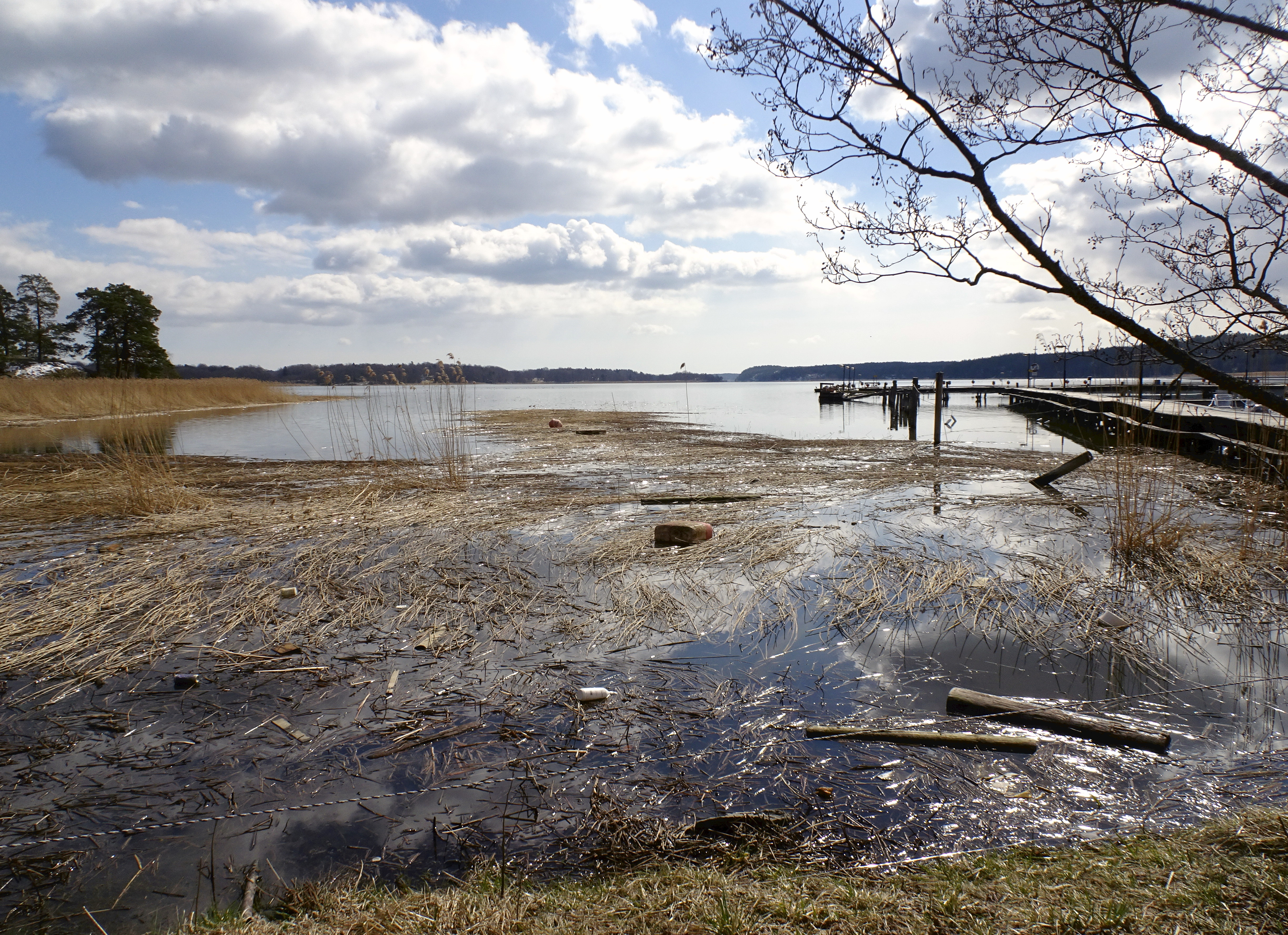
Stavbofjärden vid Järna Båtklubb.
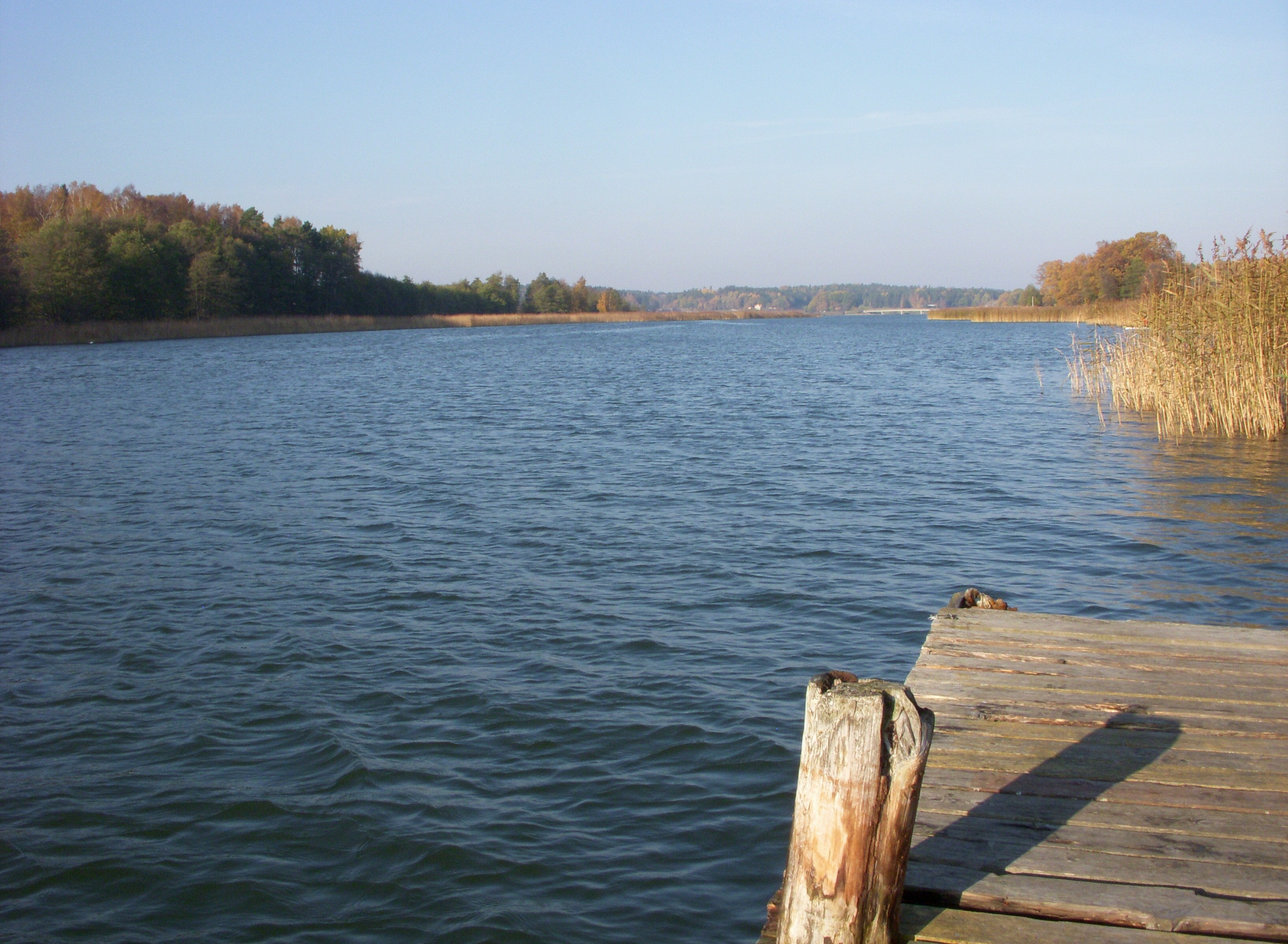
Pålsundet är Stavbofjärdens södra slut.